# Gilraen
Gilraen is een personage in J.R.R. Tolkiens Midden-aarde. Ze behoort tot de Dúnedain van het Noorden, de afstammelingen van het vernietigde koninkrijk Arnor. Ze is de moeder van Aragorn II, het laatste Hoofd van de Dúnedain.
Ze is geboren in het jaar 2907 van de Derde Era. Ze is de dochter van Dírhael en Ivorwen, en stamt af van Aranarth, een Hoofd van de Dúnedain. Haar vader is in eerste instantie geen voorstander van haar huwelijk met Arathorn II, deels omdat ze nog vrij jong is. Dírhael voorziet ook dat Arathorn een kort leven beschoren is. Ivorwen haalt hem echter over en voert aan dat een kort leven van Arathorn een goede reden is voor een snel huwelijk, zodat er een erfgenaam geboren kan worden die de Dúnedain van het noorden kan leiden.
Gilraens zoon Aragorn wordt geboren in het jaar 2931, maar twee jaar later wordt Arathorn doodgeschoten door een Ork. Gilraen brengt haar zoon naar Rivendel, waar ook eerdere Hoofden van de Dúnedain opgevoed zijn. Ze keert later terug naar haar volk en sterft in 3007 op honderdjarige leeftijd.
Haar woorden in In de Ban van de Ring worden gebruikt in de film The Lord of the Rings door Elrond en Aragorn: Ónen i-Estel Edain, ú-chebin estel anim, hetgeen betekent: Ik gaf hoop aan de Mensen, ik heb geen hoop voor mezelf overgehouden.